# Ocean Shield (Schiff)
Die Ocean Shield (Australian Defence Vessel Ocean Shield) ist ein Schiff der Royal Australian Navy (RAN). Ursprünglich wurde die Ocean Shield von der DOF Subsea bestellt und sollte als Arbeitsschiff im Offshorebereich eingesetzt werden. Das Schiff wurde als Skandi Bergen von der STX Europe gebaut. Noch während des Baus wurde die Skandi Bergen im März 2012 an die RAN verkauft und in Ocean Shield umbenannt. Das Schiff wurde im Juni 2012 in Dienst gestellt und wird von einer zivilen Besatzung betrieben. Einsatzbereiche der Ocean Shield ist die Versorgung anderer Schiffe der australischen Marine sowie die Unterstützung bei humanitären und ökologischen Katastrophen.

## Bau und Indienststellung
Das Schiff wurde von DOF Subsea bestellt und von STX Europe in Norwegen unter dem Namen Skandi Bergen gebaut.
Die Ocean Shield ist das Schwesterschiff der Ocean Protector der australischen Zoll- und Grenzschutzbehörde. Sie hat eine Verdrängung von 6.500 Tonnen, ist rund 110 Meter lang (LüA) und 21 Meter breit. Der maximale Tiefgang beträgt 6,6 Meter.
Der Antrieb wird von zwei Rolls-Royce 3.000 kW Propellergondeln am Heck erbracht. Zwei 1.800 kW starke Bugstrahlruder sowie eine bei Bedarf ausklappbare 1.500 kW starke Propellergondel erleichtern die Manövrierbarkeit. Die Höchstgeschwindigkeit ist mit 16 Knoten angegeben. Der benötigte Strom wird von vier 2.880 kW starken Wärtsilä-Generatoren erzeugt.
Der Kaufpreis betrug 130 Millionen US-Dollar ohne die bereits installierte Ausrüstung für Unterwasserarbeiten. Die Ausrüstung wurde für ein Ersatzschiff ausgebaut und weiterverwendet, welches von DOF Subsea bestellt wurde. Am 3. Juni 2012 wurde die Skandi Bergen in Ocean Shield umgetauft. Obwohl die Ocean Shield ein Schiff der Royal Australian Navy ist und das Schiffspräfix ADV für „Australian Defence Vessel“ führt, wird sie von einer zivilen Mannschaft betrieben.
Das Schiff soll Ausrüstung und Personen befördern und ist ein Teil des Katastrophenschutzes und der humanitären Hilfe Australiens. Ocean Shield soll als Übergang die Landungsschiffe Tobruk und Choules unterstützen, bis die Canberra-Klasse in Dienst gestellt wird. Das Schiff hat Platz für bis zu 100 Personen und ist mit einer Hubschrauberplattform ausgestattet.

## Ausstattung
Die Ocean Shield ist mit einem Hubschrauberlandeplatz am Bug ausgestattet. Zum Be- und Entladen von Material auch in kleinen Häfen ist das Schiff mit einem eigenen Schiffskran ausgestattet, welcher eine Tragfähigkeit von 60 Tonnen hat.

## Einsätze
Die Ocean Shield beteiligte sich 2014 an der Suche nach der vermissten Boeing 777 des Malaysia-Airlines-Flug 370. Das Schiff wurde für diese Mission mit einem Schleppsensor ausgestattet, um das Signal des Flugschreibers aufzuspüren. Es wurden mehrfach Signale aufgefangen, die den Blackboxen zugeordnet wurden.